# عزرا فليشر
عزرا فليشر (بالعبرية: עזרא פליישר‏) هو مترجم ومؤرخ وشاعر روماني وإسرائيلي، ولد في 14 يوليو 1928 في تيميشوارا في رومانيا، وتوفي في 25 يوليو 2006 في القدس في إسرائيل.